# Tufão Hagupit (2020)
O tufão Hagupit, conhecido nas Filipinas como tempestade tropical severa Dindo, foi um tufão de categoria 1 que atingiu fortemente o leste da China e a Coreia do Sul em agosto de 2020. Foi a quarta tempestade com nome e o segundo tufão da temporada anual de tufões. O JMA começou a monitorar uma depressão tropical que se desenvolveu no mar das Filipinas em 30 de julho, com a PAGASA atribuindo o nome de “Dindo” à tempestade, que mais tarde segundo o JMA, se intensificou em uma tempestade tropical. A PAGASA emitiu a sua assessoria final sobre o Dindo no início do dia 3 de agosto, quando este saiu da sua área de responsabilidade. O Hagupit intensificou-se em um tufão em 3 de agosto, antes de atingir o continente em Wenzhou, China às 19:30 UTC daquele dia em intensidade máxima. O Hagupit posteriormente enfraqueceu sobre a China, antes de degenerar em uma baixa extratropical em 5 de agosto. Os restos de Hagupit persistiram por mais vários dias, enquanto a tempestade se movia para o leste, antes de se dissipar ao sul do Alasca em 14 de agosto.
O Hagupit causou mais de trinta centímetros de chuva em partes do leste da China e da Coreia do Sul. Hagupit causou 17 mortes devido às fortes chuvas na Península Coreana e desencadeou um deslizamento de terra que matou 6 pessoas. O total de danos foi relatado em US $ 411 milhões.

## História meteorológica
No final de julho de 2020, o JMA designou uma depressão tropical fraca que se desenvolveu aproximadamente 991 km (616 mi) leste-nordeste de Manila, Filipinas. Mais tarde, no mesmo dia, a Administração de Serviços Atmosféricos, Geofísicos e Astronômicos das Filipinas nomeou a depressão como Dindo. Nas horas seguintes, o Joint Typhoon Warning Center emitiu um alerta de formação de ciclones tropicais no sistema. No dia seguinte, o JTWC designou Dindo como 03W.
Dentro de um ambiente geral favorável de baixo cisalhamento do vento vertical, forte fluxo equatorial e 31 Temperaturas da superfície do mar de ° C, Dindo posteriormente organizado no Mar das Filipinas, e por volta do meio-dia do mesmo dia, o JMA elevou a depressão para uma tempestade tropical, chamando-a de Hagupit. O Hagupit então começou a se intensificar gradualmente e, às 09:00 UTC de 2 de agosto, o JTWC atualizou a tempestade para um tufão de categoria 1. Mais tarde no mesmo dia, o JMA atualizou Hagupit para uma tempestade tropical severa. Como Hagupit se moveu geralmente para noroeste, ele saiu da Área de Responsabilidade das Filipinas (PAR), levando a PAGASA a emitir seu parecer final sobre o sistema.
Agora, a nordeste de Taiwan, Hagupit foi transformado em tufão pelo JMA. A tempestade atingirá o pico de intensidade mais tarde quando o JMA relatou uma queda de pressão para 975 hPa (28,28 inHg). Por volta das 19:30 UTC, Hagupit atingiu a costa de Zhejiang, China, com ventos de 137 km/h (85 mph) e pressão de 975 mbar ( hPa ). Após seu landfall, Hagupit começou a enfraquecer gradualmente, e no início de 3 de agosto, Hagupit foi rebaixado para uma tempestade tropical pelo JTWC. Ao mesmo tempo, o JMA rebaixou Hagupit a uma severa tempestade tropical. Por volta do meio-dia do mesmo dia, o JTWC rebaixou Hagupit para uma depressão tropical e, mais tarde, emitiu seu parecer final sobre a tempestade enfraquecendo, mas o JMA ainda monitorou Hagupit como uma tempestade tropical, embora a referida tempestade estivesse passando por uma transição extratropical.
A transição foi concluída em 6 de agosto e a JMA emitiu o seu parecer final sobre o Hagupit. Ao longo dos próximos dias, os remanescentes de Hagupit moveram-se para nordeste e depois para leste, antes de se dissiparem ao sul do Alasca em 14 de agosto.

## Preparações e impacto

### China

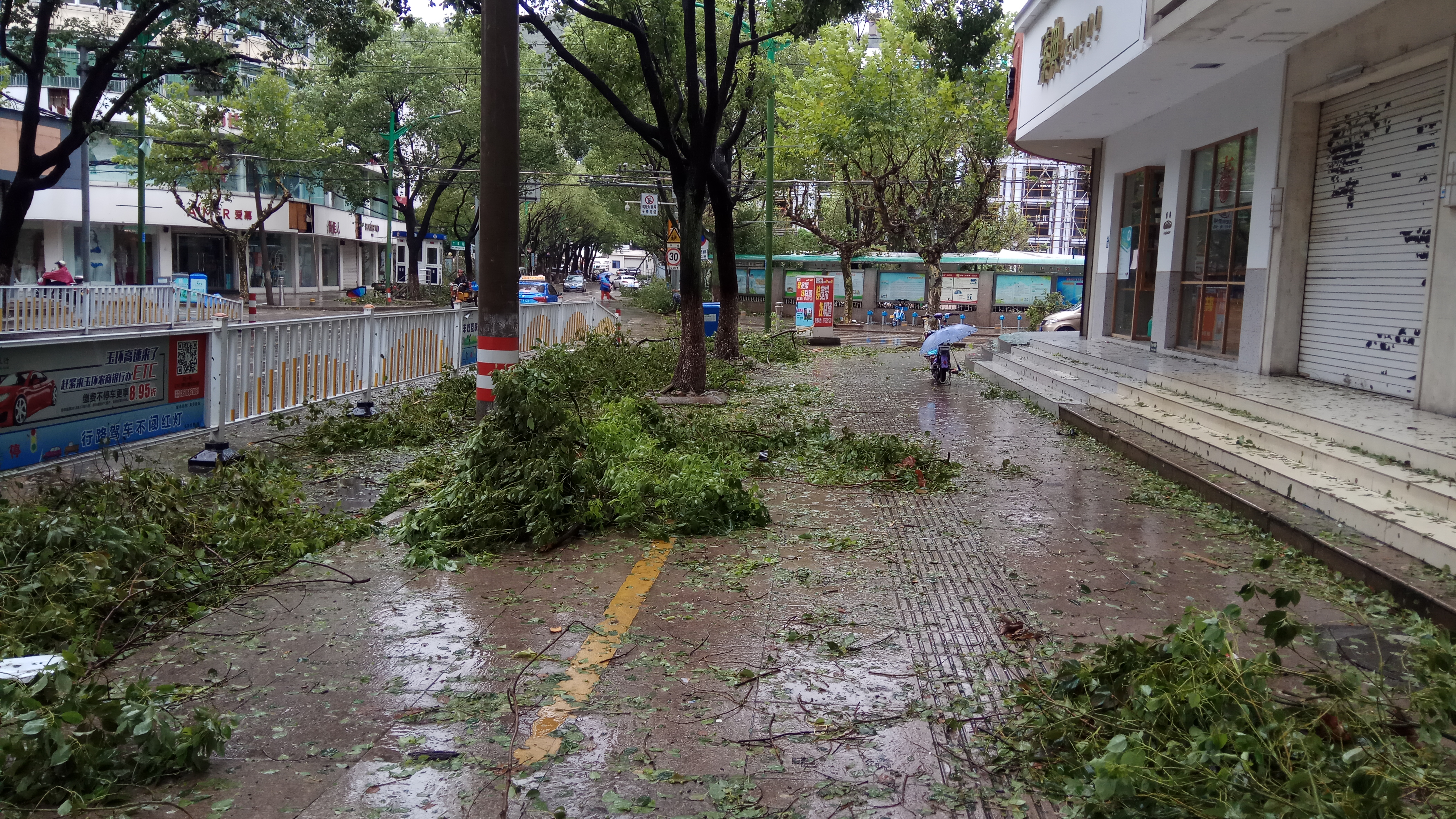
Danos causados por Hagupit na cidade de Yuhuan, China

Antes do Hagupit, as autoridades chinesas ordenaram a evacuação das áreas vulneráveis às inundações. Pelo menos 200.000 pessoas foram evacuadas para abrigos em Wenzhou. Os serviços de balsa foram encerrados e os trens passaram a ter rotinas encurtadas nas cidades de Taizhou e Wenzhou. Os barcos de pesca nas províncias de Fuquiém e Chequião foram aconselhados a retornar à costa.
Hagupit causou chuvas torrenciais em partes da China com pico de 33,300 mm (1,311 in) no distrito de Jingshan de Wenzhou. Máres de tempestade até 4.3 m (14 ft) foram relatados, em associação com Hagupit. Mais de 830.000 clientes perderam energia na China. Uma mulher de 62 anos foi morta quando caiu 11 andares de uma janela quebrada em Yuhuan, onde um caminhão foi derrubado por ventos fortes. As perdas econômicas diretas em Wenzhou chegaram a ¥ 2.858 bilhões (US $ 411 milhão).

### Em outro lugar
O Central Weather Bureau publicou um alerta de chuva forte em partes de Taiwan. Hagupit deixou cair uma forte precipitação de até 8,000 mm (315 in) em partes do país. Um funcionário do governo morreu afogado devido às fortes chuvas causadas por Hagupit e um motociclista ficou ferido ao colidir com uma árvore caída. Hagupit trouxe ventos com força de tempestade tropical para a porção sul das Ilhas Ryukyu do Japão. Felizmente, nenhum ferimento ou dano foi relatado. Na Península Coreana, outra rodada de chuvas torrenciais causadas pelo Hagupit agravou as inundações já severas na área. Até 1,400 mm (57 in) de chuva foi relatada na cidade sul-coreana de Suwon. 15 pessoas foram mortas em toda a Coreia do Sul, 6 delas após um deslizamento de terra na província de Chungcheong do Sul, 11 pessoas foram dadas como desaparecidas e 7 pessoas ficaram feridas.